# Wojna o Dagestan
Wojna o Dagestan (także Czeczeńska inwazja na Dagestan) – jedna z wojen kaukaskich prowadzonych na Kaukazie po rozpadzie ZSRR. Rozpoczęła się 7 sierpnia 1999 r., gdy wojska czeczeńskie dokonały inwazji na Rosję, w celu aneksji Dagestanu, zamieszkanego głównie przez ludność muzułmańską. Wojna zakończyła się 28 września 1999 r. całkowitym zwycięstwem Rosji i posłużyła jako casus belli do rosyjskiej inwazji na Czeczenię, 11 października 1999 r.

## Przyczyny
Po zakończeniu I wojny czeczeńskiej Czeczenia uzyskała de facto niepodległość od Rosji. Była jednak całkowicie zniszczona gospodarczo, panowała anarchia. W marcu 1999 r. Asłan Maschadow, wobec braku perspektyw na odbudowę państwa w dawnym kształcie, rozwiązał parlament i wprowadził prawo szariatu. Mimo tej reformy bojówki islamskie nadal działały przeciw jego rządowi. Już wcześniej, w kwietniu 1998 r. organizacja Szamila Basajewa zadeklarowała, iż jej celem jest wypędzenie Rosjan z Kaukazu i utworzenie islamskiego państwa, obejmującego oprócz Czeczenii także rosyjski Dagestan.

## Przebieg
4 sierpnia 1999 r. doszło do pierwszych starć bojówek islamskich z rosyjskimi służbami celnymi. Do oficjalnego wypowiedzenia wojny doszło 7 sierpnia. W pierwszych dniach inwazji siły czeczeńskie zajęły wsie: Ansałta, Karata, Szadroda oraz Tando. 10 sierpnia rozpoczęły się starcia z policją o wieś Botlich. Tego samego dnia ogłoszono niepodległość Dagestanu, planując jego szybkie włączenie do Czeczenii. Początkowo nie podjęto mobilizacji armii rosyjskiej, ponieważ stwierdzono, że miejscowa policja powinna pokonać Czeczenów. Mieszkańcy Dagestanu przyjęli atak jako obcą inwazję, a nie wyzwolenie i sami zaczęli organizować organy samoobrony. W kolejnych dniach wojsko rosyjskie rozpoczęło bombardowania Czeczenii oraz zorganizowało ofensywę. W trakcie wojny Rosjanie po raz pierwszy użyli czołgów typu T-90. W nocy, 4 września Rosjanie usunęli wszystkie wojska czeczeńskie z Dagestanu i rozpoczęli przegrupowanie wojsk w celu dalszej ofensywy w głąb Czeczenii. Rankiem 5 września wojsko czeczeńskie odpowiedziało nową ofensywą w rejonie nowolackim. Walki na tym froncie trwały do 12 września i zakończyły się odwrotem wojsk czeczeńskich.

## Skutki
23 września 1999 r. wojska rosyjskie dokonały serii nalotów na Grozny. Mimo iż prezydent Czeczenii oznajmił, iż był przeciwny inwazji, Rosja zrzuciła winę na czeczeńskie władze. Stało się to pretekstem do rozpoczęcia przez Rosję II wojny czeczeńskiej. Podczas wojny o Dagestan zginęło 279 cywilów, a 32 tysiące zostały przesiedlone.